# Problema de los n cuerpos

Movimiento de tres partículas sometidas a su propia atracción gravitatoria, demostrando su comportamiento caótico

En física, la cuestión del problema de los n-cuerpos trata de determinar los movimientos individuales de un grupo de partículas materiales (en sus orígenes, un conjunto de objetos astronómicos) que interactúan mutuamente según las leyes de la gravitación universal de Newton. La resolución de este problema ha sido motivada por el deseo de predecir los movimientos del Sol, la Luna, los planetas y las estrellas visibles. En el siglo XX, el entendimiento de la dinámica de los sistemas de cúmulos globulares de estrellas se convirtió en un importante problema de n-cuerpos. La extensión de este problema al campo de la relatividad es considerablemente más difícil de solucionar.
El problema físico clásico puede plantearse de forma simplificada como:
| Dadas las propiedades orbitales (masa, posición instantánea y velocidad) de un grupo de cuerpos astronómicos, determinar las fuerzas interactivas actuantes; y consiguientemente, calcular sus movimientos orbitales para cualquier instante futuro. |

El problema de los dos cuerpos ha sido completamente solucionado (como se detalla más adelante), así como el famoso problema de los tres cuerpos restringido.

## Historia
Conociendo tres posiciones de un cuerpo astronómico sobre su órbita, es posible obtener la ecuación de su movimiento. Por ejemplo, Isaac Newton (1643-1727), a partir de los datos que le facilitó el astrónomo John Flamsteed fue capaz de obtener mediante geometría analítica una ecuación para predecir el movimiento de un planeta y determinar sus propiedades orbitales: posición, diámetro orbital, periodo y velocidad orbital. Independientemente de este hecho, Newton y otros físicos pronto descubrieron en el curso de unos pocos años, que aquellas ecuaciones del movimiento no pronosticaban algunas órbitas demasiado correctamente. Newton comprendió que las fuerzas gravitatorias mutuas entre todos los planetas afectaban al conjunto de sus propias órbitas.
Este descubrimiento fue directamente al centro de la cuestión respecto al significado físico exacto del problema de los n-cuerpos: como Newton advirtió, no es suficiente con especificar la posición inicial y la velocidad, o tampoco tres posiciones orbitales, para determinar con certeza la órbita de un planeta: las fuerzas gravitatorias interactivas tienen que ser conocidas también.
Así llegaron el interés y las primeras reflexiones sobre el "problema de los n-cuerpos" a comienzos del siglo XVII. Estas fuerzas atractivas gravitatorias se ajustan a las leyes del movimiento de Newton y a su Ley de la Gravitación Universal, pero la complejidad de la interacción entre "n-cuerpos" hizo históricamente intratable la obtención de cualquier solución exacta. Irónicamente, esta evidencia dirigió muchos esfuerzos al hallazgo de aproximaciones incorrectas.
Inicialmente, el problema de los n-cuerpos no fue planteado correctamente porque no se incluía el efecto de las fuerzas interactivas gravitatorias. Newton no lo expresa explícitamente, pero de sus Principia se deduce que el problema de los n-cuerpos es irresoluble debido precisamente a aquellas fuerzas interactivas gravitacionales.  En sus Principia, párrafo 21, se afirma que:

Y de ahí que la fuerza atractiva se encuentre en ambos cuerpos. El Sol atrae a Júpiter y a los otros planetas, Júpiter atrae a sus satélites y de igual modo los satélites actúan unos sobre otros. Y aunque las acciones de cada par de planetas en el otro se pueden distinguir entre sí y pueden considerarse como dos acciones por las cuales cada uno atrae al otro, sin embargo, en tanto que son los mismos dos cuerpos no son dos sino una simple operación entre dos términos. Dos cuerpos pueden ser atraídos entre sí por la contracción de una cuerda entre ellos. La causa de la acción es doble, nominalmente sobre la disposición de cada uno de los dos cuerpos; la acción es igualmente doble, en la medida en que actúa sobre los dos cuerpos; pero en la medida en que está entre los dos cuerpos, es única y una ...

Newton concluyó a través de su 3ª Ley que "según esta Ley, todos los cuerpos tienen que atraer cada cual a los otros." Esta última declaración, que implica la existencia de fuerzas interactivas gravitatorias, es clave.
Como se verá más adelante, el problema también se ajusta al 1º y 2º Principios (no newtonianos) de D'Alembert, y al algoritmo no lineal del problema de los n-cuerpos, el último intento de hallar una solución cerrada para el cálculo de las referidas fuerzas interactivas.
La cuestión de encontrar la solución general al problema de los n-cuerpos fue considerada muy importante y desafiante. De hecho, en el siglo XIX tardío el rey Óscar II de Suecia, aconsejado por Gösta Mittag-Leffler, estableció un premio para quien pudiese encontrar la solución al problema. El anuncio era bastante concreto:

Dado un sistema arbitrario de muchos puntos de masa que se atraen entre ellos de acuerdo con la ley de Newton, bajo la suposición de que no hay dos puntos que alguna vez choquen, trátese de encontrar una representación de las coordenadas de cada punto como una serie en una variable que sea una función conocida del tiempo, y que para todos los valores la serie converja uniformemente.

En caso de que el problema no pudiera ser solucionado, cualquier otra contribución importante a la mecánica clásica sería entonces considerada para recibir un premio digno. El premio fue otorgado al matemático francés Henri Poincaré, aunque no solucionó el problema original (la primera versión de su contribución incluso contuvo un error serio). La versión finalmente impresa contenía muchas ideas importantes dirigidas al desarrollo de la teoría del caos. El problema con su planteamiento original fue finalmente solucionado por Karl F. Sundman para n = 3.

## Formulación general
El problema de los n-cuerpos considera {\displaystyle N} punto de masa {\displaystyle m_{i},i=1,2,\ldots ,N} en un sistema de referencia inercial en las tres dimensiones del espacio {\displaystyle \mathbb {R} ^{3}} moviéndose bajo la influencia de la atracción gravitacional mutua. Cada masa {\displaystyle m_{i}} tiene asociado un vector de posición {\displaystyle \mathbf {q} _{i}}. La segunda ley de Newton dice que la aceleración que experimenta cada masa {\displaystyle m_{i}d^{2}\mathbf {q} _{i}/dt^{2}} es proporcional a la suma de las fuerzas que actúan sobre la masa. La ley de gravitación universal de Newton establece que la fuerza gravitatoria que experimenta una masa {\displaystyle m_{i}} por el efecto de otra masa sola {\displaystyle m_{j}} viene dada por
{\displaystyle \mathbf {F} _{ij}={\frac {Gm_{i}m_{j}(\mathbf {q} _{j}-\mathbf {q} _{i})}{\left\|\mathbf {q} _{j}-\mathbf {q} _{i}\right\|^{3}}},}
donde {\displaystyle G} es la constante de la gravitación universal y {\displaystyle \left\|\mathbf {q} _{j}-\mathbf {q} _{i}\right\|} es la magnitud de la distancia entre {\displaystyle \mathbf {q} _{i}} y {\displaystyle \mathbf {q} _{j}} (según una métrica inducida por una norma {\displaystyle \ell _{2}}).
El sumatorio de todas las masas produce las n-ecuaciones del movimiento de cada cuerpo:
{\displaystyle m_{i}{\frac {d^{2}\mathbf {q} _{i}}{dt^{2}}}=\sum _{j=1,j\neq i}^{N}{\frac {Gm_{i}m_{j}(\mathbf {q} _{j}-\mathbf {q} _{i})}{\left\|\mathbf {q} _{j}-\mathbf {q} _{i}\right\|^{3}}}={\frac {\partial U}{\partial \mathbf {q} _{i}}}}
donde {\displaystyle U} es la energía potencial de cada uno
{\displaystyle U=\sum _{1\leq i<j\leq N}{\frac {Gm_{i}m_{j}}{\left\|\mathbf {q} _{j}-\mathbf {q} _{i}\right\|}}.}
Definiendo el momento como {\displaystyle \mathbf {p} _{i}=m_{i}d\mathbf {q} _{i}/dt}, las ecuaciones de Hamilton del movimiento para el problema de los n-cuerpos se transforman en
{\displaystyle {\frac {d\mathbf {q} _{i}}{dt}}={\frac {\partial H}{\partial \mathbf {p} _{i}}}\qquad {\frac {d\mathbf {p} _{i}}{dt}}=-{\frac {\partial H}{\partial \mathbf {q} _{i}}},}
Donde aparece el operador Hamiltoniano
{\displaystyle H=T+U}
y la energía cinética  T
{\displaystyle T=\sum _{i=1}^{N}{\frac {\left\|\mathbf {p} _{i}\right\|^{2}}{2m_{i}}}.}
Las ecuaciones de Hamilton demuestran que el problema de los n-cuerpos es un sistema de {\displaystyle 6N} ecuaciones diferenciales de primer orden, con 6N condiciones iniciales: 3N coordenadas de las posiciones iniciales y {\displaystyle 3N} valores del impulso inicial.
La simetría entre las fuerzas implicadas entre cada dos masas permiten simplificar el problema, refiriendo los resultados del problema al centro de masas del sistema
{\displaystyle \mathbf {C} ={\frac {\sum _{i=1}^{N}m_{i}\mathbf {q} _{i}}{\sum _{i=1}^{N}m_{i}}}}
que se desplaza con velocidad constante, por lo que {\displaystyle \mathbf {C} =\mathbf {L} _{0}t+\mathbf {C} _{0}}, donde {\displaystyle \mathbf {L} _{0}} es la cantidad de movimiento y {\displaystyle \mathbf {C} _{0}} es la posición inicial. Las constantes del movimiento {\displaystyle \mathbf {L} _{0}} y {\displaystyle \mathbf {C} _{0}} representan seis integrales del movimiento. El resultado de la simetría rotacional sobre el momento angular total es constante
{\displaystyle \mathbf {A} =\sum _{i=1}^{N}\mathbf {q} _{i}\times \mathbf {p} _{i},}
donde {\displaystyle \times } es el producto cruzado. Los tres componentes del momento angular total {\displaystyle \mathbf {A} } produce tres constantes más del movimiento. La anterior constante general del movimiento viene dada por la ley de conservación de la energía {\displaystyle H}. Por lo tanto, cada problema de los n-cuerpos conlleva diez integrales de movimiento.
Dado que {\displaystyle T} y {\displaystyle U} son funciones homogéneas de grado 2 y −1, respectivamente, las ecuaciones de movimiento tienen un invariante escalar: si {\displaystyle \mathbf {q} _{i}(t)} es una solución, también lo es {\displaystyle \lambda ^{-2/3}\mathbf {q} _{i}(\lambda t)} para cualquier {\displaystyle \lambda >0}.
El momento de inercia de un sistema de n-cuerpos viene dado por
{\displaystyle I=\sum _{i=1}^{N}m_{i}\mathbf {q} _{i}\cdot \mathbf {q} _{i}=\sum _{i=1}^{N}m_{i}\|\mathbf {q} _{i}\|^{2}}
y el virial se da por {\displaystyle Q=(1/2)dI/dt}. Entonces la  fórmula de Lagrange-Jacobi establece que
{\displaystyle {\frac {d^{2}I}{dt^{2}}}=2T-U.}
Para sistemas en equilibrio dinámico, el promedio de tiempo a largo plazo de {\displaystyle \langle d^{2}I/dt^{2}\rangle } es cero. En promedio, la energía cinética total es la mitad de la energía potencial total, {\displaystyle \langle T\rangle =\langle U\rangle /2}, que es un ejemplo del teorema de virial para sistemas gravitatorios. Si M es la masa total y R el tamaño característico del sistema (por ejemplo, el radio que contiene la mitad de la masa del sistema), entonces el tiempo crítico para que un sistema adquiera un equilibrio dinámico es {\displaystyle t_{\rm {cr}}={\sqrt {GM/R^{3}}}}.

## Casos especiales

### Problema de los dos cuerpos
Cualquier análisis sobre fuerzas planetarias interactivas ha comenzado siempre históricamente con el problema de los dos cuerpos. El propósito de esta sección es mostrar la verdadera complejidad del cálculo de las fuerzas planetarias. Nótese que en esta sección también se hace referencia a otros asuntos, como la gravedad, el baricentro o las leyes de Kepler; al igual que en el epígrafe siguiente (el problema de los tres cuerpos). Estos conceptos cuentan con sus propias páginas. Sin embargo, aquí se citan exclusivamente desde la perspectiva del problema de los n-cuerpos.
El problema de los dos cuerpos {\displaystyle (N=2)} fue solucionado totalmente por Johann Bernoulli (1667-1748) (y no por Newton) mediante la utilización de la teoría clásica, asumiendo que una masa principal permanece fija, como se demuestra a continuación. Si se considera entonces el movimiento de dos cuerpos, como la pareja sol-tierra, con el sol fijo, entonces:
{\displaystyle m_{1}\mathbf {a} _{1}={\frac {Gm_{1}m_{2}}{r_{12}^{3}}}(\mathbf {r} _{2}-\mathbf {r} _{1})\quad {\text{Sol-Tierra}}}
{\displaystyle m_{2}\mathbf {a} _{2}={\frac {Gm_{1}m_{2}}{r_{21}^{3}}}(\mathbf {r} _{1}-\mathbf {r} _{2})\quad {\text{Tierra-Sol}}}
La ecuación que describe el movimiento de la masa {\displaystyle m_{2}} en relación con la masa {\displaystyle m_{1}} se obtiene fácilmente de las diferencias entre estas dos ecuaciones, y después de cancelar los términos comunes, se obtiene: {\displaystyle \alpha +(\eta /r^{3})\mathbf {r} =0}, donde
- {\displaystyle \mathbf {r} =\mathbf {r} _{2}-\mathbf {r} _{1}} es la posición del vector de {\displaystyle m_{2}} en relación con {\displaystyle m_{1}};
- {\displaystyle \alpha } es la aceleración Euleriana {\displaystyle d^{2}\mathbf {r} /dt^{2}};
- y {\displaystyle \eta =G(m_{1}+m_{2})}.

La ecuación {\displaystyle \alpha +(\eta /r^{3})\mathbf {r} =0} es la ecuación diferencial fundamental del problema de los dos cuerpos que Bernoulli resolvió en 1734. Advirtió que para utilizar este enfoque, las fuerzas tienen que determinarse primero, para a continuación resolver la ecuación del movimiento. Esta ecuación diferencial tiene soluciones elípticas, parabólicas o hiperbólicas,.
Es incorrecto pensar en {\displaystyle m_{1}} (el sol) como fijo en el espacio cuando se aplica la ley de la gravitación Universal de Newton y hacerlo así conduce a resultados erróneos. El punto fijo para dos cuerpos aislados interactuando gravitatoriamente es su baricentro mutuo. El problema de los dos cuerpos puede ser resuelto exactamente utilizando el sistema de coordenadas de Jacobi respecto al baricentro.
En la práctica, se puede calcular de forma simplificada la posición aproximada del baricentro del Sistema Solar mediante la combinación de solo las masas de Júpiter y del Sol:
"El sol contiene el 98 por ciento de la masa del sistema solar, con los grandes planetas situados más allá de Marte como responsables de la mayor parte del resto. En promedio, el centro de masas del sistema Sol-Júpiter, cuando los dos objetos más masivos se consideran solamente, se encuentra a 742.000 km del centro del sol, o a unos 48.000 km sobre la superficie solar. Otros grandes planetas también influyen en el centro de masas del sistema solar, sin embargo. En 1951, por ejemplo, el centro de masas del sistema no estaba muy lejos del centro del Sol porque Júpiter estaba en el lado opuesto de Saturno, Urano y Neptuno. A finales de los años 1950, cuando cuatro de estos planetas estaban en el mismo lado del Sol, el centro de masas del sistema se situó a más de 531.000 kilómetros de la superficie solar, según cálculos del Dr. C. H. Cleminshaw del Observatorio Griffith de Los Ángeles. " 

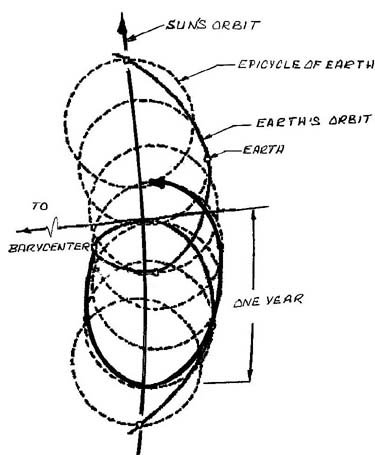
Movimiento real frente al Movimiento aparente de Kepler

El Sol se tambalea mientras gira alrededor del centro de la galaxia, arrastrando al Sistema Solar y a la Tierra junto con él. Kepler llegó a sus famosas tres ecuaciones como el mejor ajuste matemático de los movimientos aparentes de los planetas utilizando los datos de Tycho Brahe, y no del ajuste de las curvas al verdadero movimiento de los planetas alrededor del sol (ver figura). Robert Hooke y Newton eran bien conscientes de que las fuerzas asociadas a la ley de la gravitación universal de Newton no estaban en principio asociadas con órbitas elípticas. De hecho, la ley universal de Newton no es capaz de explicar el comportamiento de la órbita de Mercurio, el comportamiento gravitacional del cinturón de asteroides, o el de los anillos de Saturno. Newton afirmó (en la sección 11 de los Principia) que la razón principal, sin embargo, para no predecir las órbitas elípticas fue que su modelo matemático se limitó a una situación que apenas existía en el mundo real, es decir, a los movimientos de los cuerpos atraídos hacia un centro inmóvil. Algunos libros de texto de astronomía y física actuales no enfatizan la importancia negativa de la asunción de Newton, y que al final su modelo matemático es en efecto la realidad de la enseñanza. Debe entenderse que la solución del problema clásico de dos cuerpos anteriormente expuesta es una idealización matemática. Véase también la primera ley de Kepler.
Algunos escritores modernos han criticado el Sol fijo de Newton como el emblema de una escuela de pensamiento reduccionista (véase a continuación Ensayos sobre la historia de la Mecánica de Truesdell). Una consideración al margen: la física "Newtoniana" no incluye (entre otras cosas) el movimiento relativo y esta puede ser la raíz de la razón por la que Newton consideró "fijo" el Sol.

### Problema de los tres cuerpos
Esta sección se refiere a la importancia histórica del problema particularizado para tres cuerpos y de las simplificaciones introducidas para la posterior resolución del problema de los n-cuerpos.
No se sabe prácticamente nada acerca de posibles intentos tempranos de resolver el problema de los n-cuerpos para n igual o mayor que tres. Sin embargo, a partir del siglo XIX, el caso para n = 3 fue el más estudiado. Muchas tentativas anteriores de entender el problema de los tres cuerpos fueron cuantitativas, con el objetivo de encontrar soluciones explícitas para situaciones especiales.
- En 1687 Isaac Newton publicó en sus Principia los primeros pasos para el estudio del problema de los movimientos de tres cuerpos sometidos a sus atracciones gravitacionales mutuas, pero sus esfuerzos se redujeron a descripciones verbales y dibujos geométricos. (Véase especialmente el libro 1, proposición 66 y sus corolarios [Newton, 1687 y 1999] trad.; véase también Tisserand, 1894).
- En 1767 Euler descubrió movimientos colineales, en los que tres cuerpos de cualquier masa se mueven proporcionalmente a lo largo de una recta fija. El problema de los tres cuerpos de Euler es un caso especial en el que dos de los cuerpos están en órbitas circulares (aproximación del sistema Sol-Tierra-Luna y muchos otros).
- En 1772 Lagrange había descubierto dos tipos de soluciones periódicas, cada una para tres cuerpos de cualquier masa. En una de las soluciones, los tres cuerpos se sitúan sobre una línea recta. En la otra, los cuerpos se encuentran en los vértices de un triángulo equilátero en rotación. En cualquier caso, las trayectorias de los cuerpos son secciones cónicas. Esas soluciones llevaron al estudio de configuraciones centrales para las que {\displaystyle {\ddot {q}}=kq} para alguna constante k > 0.
- Un importante estudio sobre el sistema Tierra-Luna-Sol fue realizado por Charles-Eugène Delaunay, quien publicó dos volúmenes sobre el tema, cada uno de 900 páginas de longitud, en 1860 y 1867. Entre muchos otros logros, el trabajo apunta ya hacia la presencia del caos y demuestra claramente el problema de los llamados "pequeños denominadores" en la teoría de perturbaciones.
- En 1917 Forest Ray Moulton publicó su obra (convertida en un clásico) de introducción a la mecánica celeste (ver referencias) con una parte dedicada a la solución del problema restringido de los tres cuerpos (véase la figura adjunta).[27] Por otro lado, el libro de Meirovitch, páginas 413 y 414 muestran su solución para el problema restringido de los tres cuerpos.[28]

La solución de Moulton es más fácil de visualizar (y definitivamente más fácil de resolver) si se considera el cuerpo más masivo (por ejemplo, el Sol) como "estacionario" en el espacio, y el cuerpo menos masivo (por ejemplo, Júpiter) en órbita alrededor de él, con los puntos de equilibrio (puntos de Lagrange) manteniendo a 60 grados por delante y por detrás. El cuerpo menos masivo pŕacticamente en una órbita fija (aunque en realidad, ninguno de los cuerpos son verdaderamente fijos, dependiendo sus órbitas en realidad del baricentro del sistema completo). Para relaciones entre masas suficientemente pequeñas respecto a las dos principales, estos puntos de equilibrio triangular son estables, tales que partículas (casi) sin masa orbitarán en estos puntos establemente alrededor de la masa principal (Sol). Los cinco puntos de equilibrio del problema circular se conocen como los puntos de Lagrange. (Véase la figura siguiente):

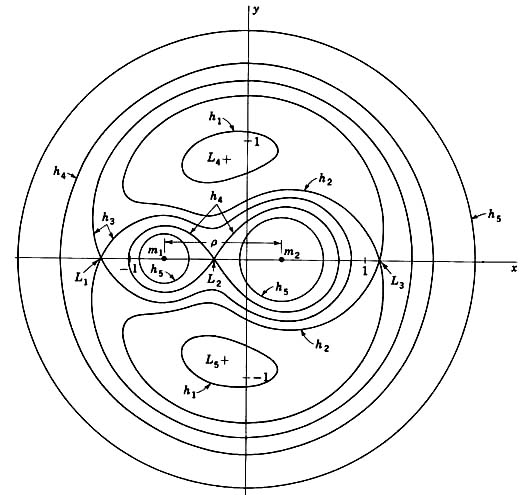
Problema de los tres cuerpos restringido

En el problema de los tres cuerpos restringido, el modelo matemático de la figura anterior (Ref. Moulton), muestra los puntos de Lagrange L4 y L5 donde se ubican los asteroides troyanos; el punto m1 es ocupado por el Sol; y en el punto m2 se sitúa Júpiter. L2 es un punto dentro del cinturón de asteroides. En este modelo, el sistema completo Sol-Júpiter gira sobre su baricentro. La solución del problema de los tres cuerpos restringido predijo la ubicación de los asteroides troyanos antes de que fueran divisados por primera vez. Los círculos y bucles cerrados h son el eco de los flujos electromagnéticos emitidos desde el Sol y Júpiter. Se ha conjeturado que los dos puntos h1 son sumideros de gravedad (donde las fuerzas gravitatorias son cero), motivo por el que permanecen atrapados los asteroides Troyanos. Se desconoce la masa total de este conjunto de asteroides.
El problema restringido de los tres cuerpos asume que la masa de uno de los tres cuerpos es despreciable. Para un análisis del caso en el que el cuerpo de masa insignificante es un satélite del cuerpo de menor masa, véase esfera de Hill; para sistemas binarios, consúltese el artículo dedicado al lóbulo de Roche. También se conocen simulaciones específicas para el resultado del problema de los tres cuerpos en movimiento, sin ningún signo evidente de trayectorias repetitivas.
El problema restringido (circular y elíptico) fue trabajado extensivamente por muchos famosos matemáticos y físicos, en particular por Poincaré a finales del siglo XIX. El trabajo de Poincaré sobre el problema restringido de los tres cuerpos supuso la fundación de la teoría del caos determinístico. Para el problema restringido existen cinco puntos de equilibrio. Tres son colineales con las masas (en el marco rotatorio) y son inestables. Los dos restantes se encuentran en el tercer vértice de dos triángulos equiláteros con los dos cuerpos situados en uno de sus lados.

### Problema planetario
El problema planetario es un problema de n-cuerpos en el caso de que una de las masas es mucho mayor que todas las demás. Un ejemplo prototípico de un problema planetario es el sistema Sol-Júpiter-Saturno, donde la masa del sol es aproximadamente 1000 veces mayor que las masas de Júpiter o Saturno. Una solución aproximada al problema debe descomponerse en {\displaystyle N-1} parejas de problemas de Kepler "estrella-planeta", tratando las interacciones entre los planetas como perturbaciones. La teoría de perturbaciones funciona bien cuando no hay resonancias orbitales en el sistema, es decir, cuando ninguno de los cocientes de las frecuencias estables de Kepler es un número racional. Las resonancias aparecen como pequeños denominadores en la fórmula desarrollada.
La existencia de resonancias y de denominadores pequeños condujeron a la importante cuestión de la estabilidad en el problema planetario: "Los planetas, en órbitas casi circulares alrededor de una estrella, ¿permanecen en órbitas estables o limitadas en el tiempo?" En 1963, Vladimir Arnold demostró con la teoría KAM la existencia de un tipo de estabilidad del problema planetario: existe un conjunto de medida positiva de órbitas cuasiperiódicas en el caso del problema planetario restringido al plano. En la teoría KAM, las órbitas planetarias caóticas cuasiperiódicas quedan confinadas a regiones de volumen tórico. El resultado de Arnold fue ampliado a un teorema más general por Féjoz y Herman en 2004.

### Configuraciones centrales
La configuración central {\displaystyle \mathbf {q} _{1}(0),\ldots ,\mathbf {q} _{N}(0)} es una configuración inicial tal que si las partículas se liberan con velocidad cero, todas se contraen hacia el centro de masas del sistema {\displaystyle \mathbf {C} }. Tal movimiento se denomina una homotecia. La configuración central también pueden dar lugar a movimientos homográficos en los que todas las masas se mueven a lo largo de trayectorias Keplerianas (elípticas, circulares, parabólicas o hiperbólicas), con todas las trayectorias con la misma excentricidad {\displaystyle e}. Para trayectorias elípticas, {\displaystyle e=1} corresponde a un movimiento de homotecia y {\displaystyle e=0} a un movimiento de equilibrio relativo, en el que la configuración sigue siendo una isometría de la configuración inicial, como si se tratase de la configuración de un cuerpo rígido. Configuraciones de El caso de la configuración central también ha desempeñado un papel importante en la comprensión de la topología de las variedades invariantes creadas al fijar las primeras integrales del sistema de ecuaciones.

### Coreografía de n-cuerpos
Aquellas situaciones en las que todas las masas se mueven cada una en su misma curva sin colisiones, se llaman coreografías. Una coreografía para {\displaystyle N=3} fue descubierta por Lagrange en 1772, en la que tres cuerpos están situados en los vértices de un triángulo equilátero que se mantiene en rotación. Otra coreografía con forma de lemniscata (en forma de "ocho") para {\displaystyle N=3} fue hallada numéricamente por C. Moore en 1993 y generalizada y probada por A. Chenciner y R. Montgomery en el año 2000. Desde entonces, se han encontrado muchas otras coreografías para {\displaystyle N\geq 3}.

## Aproximaciones analíticas
Para cada solución del problema, no solo aplicando una isometría o un cambio de tiempo, sino también invirtiendo el sentido del flujo del tiempo (a diferencia de los casos de fricción, donde no se conserva la energía), se pueden deducir otras soluciones.
En la literatura física sobre el problema de los n-cuerpos (para {\displaystyle n} ≥ 3), a veces se hace referencia a la imposibilidad de resolver el problema de los {\displaystyle n} cuerpos (empleando el método anterior). Sin embargo, debe tenerse cuidado al hablar de la imposibilidad de una solución, ya que esto solo se refiere al método de integrales primeras (es una afirmación con ciertos paralelismos a los teoremas de Abel y de Galois sobre la imposibilidad de resolver ecuaciones algebraicas de quinto grado o superior por medio de fórmulas que solo utilicen raíces).

### Solución en serie de potencias
Una manera clásica de resolver el problema de los n-cuerpos es mediante las series de Taylor, que es una implementación de la solución de una ecuación diferencial mediante una serie de potencias.
Se comienza por definir el sistema de ecuaciones diferenciales:
Como xi (t = t0) y dxi(t)/dtt=t0 se dan como condiciones iniciales, cada d2xi(t)/dt2 es conocido. Se diferencia la d2xi(t)dt2 resultando d3xi(t)/dt3 que en t0 también es conocido. La serie de Taylor se construye iterativamente.

### Solución global generalizada de Sundman
Con el fin de generalizar el resultado de Sundman del caso n > 3 (o n = 3 y c = 0) hay que superar dos obstáculos:
1. Como ha sido demostrada por Siegel, las colisiones que involucran más de dos cuerpos no pueden regularizarse analíticamente, por lo tanto, la regularización de Sundman no se puede generalizar.
2. La estructura de las singularidades en este caso es más complicada: otros tipos de singularidades pueden darse (véase Singularidades del problema de los n-cuerpos más adelante).

Por último, el resultado de Sundman fue generalizado para el caso de n > 3 cuerpos por Q. Wang en la década de 1990. Puesto que la estructura de las singularidades es más complicada, Wang tuvo que abandonar completamente las cuestiones relacionadas con estas singularidades. El punto central de su enfoque es transformar, de manera apropiada, las ecuaciones en un sistema nuevo, de forma que el intervalo de existencia de las soluciones de este nuevo sistema esté comprendido en el intervalo {\displaystyle [0,\infty )}.

### Singularidades del problema de los n-cuerpos
Puede haber dos tipos de singularidades en el problema de los n-cuerpos:
- Colisiones de dos o más cuerpos, pero en las que q(t) (posiciones de los cuerpos) sigan siendo finitas. (En términos matemáticos, una "colisión" significa que dos cuerpos puntuales ocupan idéntica posición en el espacio).
- Singularidades en las que no ocurre una colisión, pero que q(t) no permanece finita. En este escenario, los cuerpos divergen hacia el infinito en un tiempo finito, mientras que al mismo tiempo su separación tiende hacia cero (se produce una colisión imaginaria "en el infinito").

Este supuesto se denomina conjetura de Painlevé (con singularidades sin colisiones). Su existencia ha sido conjeturada para n > 3 por Painlevé (véase conjetura de Painlevé). Ejemplos de este comportamiento para n = 5 se han construido por Xia y un modelo heurístico para n = 4 por Gerver. Donald G. Saari ha demostrado que para 4 o menos cuerpos, el conjunto de datos iniciales que da lugar a estas singularidades tiene medida de Lebesgue cero.

## Simulación
Si bien existen soluciones analíticas para el clásico problema de dos cuerpos (es decir, no relativista) y para las configuraciones con {\displaystyle N>2}, en general los problemas de n-cuerpos deben ser resueltos o simulados utilizando métodos numéricos.

### Algunos cuerpos
Para un pequeño número de cuerpos, un problema de n-cuerpos puede ser resuelto utilizando métodos directos, también llamados métodos de partícula a partícula. Estos métodos integran numéricamente las ecuaciones diferenciales del movimiento. La integración numérica de este problema puede ser un desafío por varias razones. En primer lugar, el potencial gravitacional presenta la singularidad de que crece hasta el infinito cuando la distancia entre dos partículas tiende a cero. El potencial gravitatorio puede ablandarse para eliminar esta singularidad en distancias pequeñas:
{\displaystyle U_{\epsilon }=\sum _{1\leq i<j\leq N}{\frac {Gm_{i}m_{j}}{\left(\left\|\mathbf {q} _{j}-\mathbf {q} _{i}\right\|^{2}+\epsilon ^{2}\right)^{1/2}}}.}
En segundo lugar, en general para N > 2, el problema de N cuerpos es caótico, lo que significa que incluso pequeños errores en la integración pueden crecer exponencialmente con el tiempo. En tercer lugar, en una simulación sobre grandes extensiones de tiempo de un modelo (por ejemplo, millones de años), los errores numéricos se acumulan con la integración cuando el tiempo aumenta.
Hay una serie de técnicas para reducir los errores en la integración numérica. Para ello, se utilizan sistemas de coordenadas locales en el tratamiento a diferentes escalas en algunos problemas, por ejemplo, un sistema de coordenadas de la Luna respecto a la Tierra en el contexto de una simulación del sistema solar. Los métodos variacionales y la teoría de las perturbaciones pueden producir trayectorias analíticas aproximadas en las que la integración numérica puede ser corregida. El uso de un integrador simpléctico asegura que la simulación obedece a las ecuaciones de Hamilton con un alto grado de precisión y en particular que la energía se conserva.

### Muchos cuerpos
Los métodos directos mediante integración numérica requieren cómputos del orden de {\displaystyle N^{2}/2} operaciones para evaluar la energía potencial de todos los pares de partículas, y por lo tanto tienen una complejidad de cálculo de orden {\displaystyle O(N^{2})}. Para las simulaciones con muchas partículas, el factor {\displaystyle O(N^{2})} requiere cálculos a gran escala con tiempos de ejecución especialmente lentos.
En este sentido, se han desarrollado una serie de métodos aproximados que reducen la complejidad de lls cálculos en comparación con lls métodos directos:
- Métodos de árboles de código, como una simulación de Barnes-Hut, son métodos sin colisiones utilizados cuando los encuentros cercanos entre partículas no son importantes y las contribuciones de las partícula distante no necesitan ser computados con gran precisión. El potencial de un grupo de partículas distante se calcula utilizando una expansion multipolar de potencial. Esta aproximación permite una reducción en complejidad a {\displaystyle O(N\log(N))}.
- Método multipolar rápido, aprovechando el hecho de que las fuerzas de varios polos ampliados de partículas distantes son similares para las partículas cercanas unas a otras. Se afirma que esta aproximación reduce más la complejidad a {\displaystyle O(N)}.[18]
- Método de malla de partículas, que divide el espacio de simulación en una rejilla tridimensional sobre la que se interpola la densidad de masa de las partículas. Entonces, calcular el potencial se convierte en una cuestión de resolver una ecuación de Poisson de la red, que puede ser computada en un tiempo de {\displaystyle O(N\log(N))} utilizando la técnica de transformada rápida de Fourier. Con refinamientos de rejillas adaptativas o técnicas de multirrejillas pueden reducirse aún más la complejidad de cálculo de los métodos.
- P3M y Métodos de árbol PM, son métodos híbridos que utilizan la malla de partículas como aproximación para las partículas distantes, pero utilizan métodos más exactos para las partículas cercanas (dentro de unos intervalos de red). P3M significa {\displaystyle P^{3}M} o partícul a partícula-partícula malla y utiliza métodos directos con potenciales ablandados en rangos cercanos. Los métodos de árbol PM en su lugar utilizan códigos de árbol en la gama cercana. Como con en los métodos de partícula malla, las mallas adaptativas pueden aumentar la eficiencia de cálculo.
- Métodos del Campo medio, que permiten aproximar el sistema de partículas mediante una ecuación de Boltzmann dependiente del tiempo, que representa la densidad de masa que se aplica a una ecuación de Poisson uniforme que representa el potencial. Es un tipo de aproximación de partículas hidrodinámicas suavizadas conveniente para grandes sistemas.

### Gravitación fuerte
En sistemas astrofísicos con fuertes campos gravitacionales, como los cercanos del horizonte de eventos de un agujero negro, las simulaciones de n-cuerpos deben tomar en cuenta la relatividad general; tales simulaciones son el dominio de relativitidad numérica. Sistemas numéricos que simulan las ecuaciones de campo de Einstein son muy prometedores y un formalismo parametrizado post-Newtoniano (PPN), como el de las ecuaciones de Einstein–Infeld–Hoffmann, se utiliza si es posible. Actualmente, el problema de los dos cuerpos en la relatividad general solo es analíticamente resoluble para el caso de Kepler, en el que una masa se supone que es mucho más grande que la otra.

## Otros problemas de n-cuerpos
La mayoría del trabajo realizado sobre el problema de los n-cuerpos se ha centrado en el campo gravitatorio, pero existen otros sistemas para los que la matemática de los n-cuerpos y las técnicas de simulación se han probado útiles.
En problemas de electrostática de gran escala, como en la simulación de proteínas y uniones celulares en biología estructural, el potencial eléctrico tiene la misma forma que el potencial gravitatorio, excepto en que las cargas pueden ser indistintamente positivas o negativas, produciendo tanto fuerzas repulsivas como atractivas. Los Fast Coulomb solvers son unas contrapartidas electrostáticas a los métodos de simuladores rápidos multipolo. A menudo son utilizados con condiciones de frontera periódica en simulación de regiones, y se utilizan técnicas de sumatorios de Ewald para acelerar los cálculos.
En estadística y aprendizaje automático, algunos modelos tienen funciones de pérdida de una forma similar a como se comporta el potencial gravitatorio: la suma de un núcleo de funciones sobre todos los pares de objetos, donde el núcleo de la función depende de la distancia parametrizada entre los distintos objetos.
Ejemplos de problemas que encajan en esta tipología son la búsqueda de vecinos próximos en aprendizaje de captación de datos, estimación de densidad de núcleos, y optimizaciones de núcleos de cálculo. Se han desarrollado alternativas para reducir la complejidad del tiempo de cálculo de {\displaystyle O(N^{2})} a {\displaystyle O(N)}, tales como los algoritmos de doble árbol, que tienen aplicación para el problema gravitatorio de los n-cuerpos.

## Lecturas relacionadas
- Brouwer, Dirk and Clemence, Gerald M.: Methods of Celestial Mechanics, Academic Press, 1961.
- Battin, Richard H.: An Introduction to The Mathematics and Methods of Astrodynamics, AIAA, 1987. He employs energy methods rather than a Newtonian approach.
- Gelman, Harry: Part I: The second orthogonality conditions in the theory of proper and improper rotations: Derivation of the conditions and of their main consequences, J. Res. NBS 72B (Math. Sci.)No. 3, 1968. Part II: The intrinsic vector; Part III: The Conjugacy Theorem,J. Res. NBS 72B (Math. Sci.) No. 2, 1969. A Note on the time dependence of the effective axis and angle of a rotation, J. Res. NBS 72B (Math. Sci.)No. 3&4, Oct. 1971. These papers are on the Internet.
- Meriam, J. L.: Engineering Mechanics, Volume 1 Statics, Volume 2 Dynamics, John Wiley & Sons, 1978.
- Quadling, Henley:  "Gravitational N-Body Simulation: 16 bit DOS version,"  June 1994. nbody*.zip is available at the https://web.archive.org/web/19990221123102/http://ftp.cica.indiana.edu/: see external links.
- Korenev, G. V.: The Mechanics of Guided Bodies, CRC Press, 1967.
- Eisele, John A. and Mason, Robert M.: Applied Matrix and Tensor Analysis, John Wiley & Sons, 1970.
- Murray, Carl D. and Dermott, Stanley F.: Solar System Dynamics, Cambridge University Press, 606 pages, 2000.
- Crandall, Richard E.: Topics in Advanced Scientific Computation, Chapter 5, "Nonlinear & Complex Systems," paragraph 5.1, "N-body problems & chaos," pp. 215–221, Springer-Verlag, 1996.
- Crandall, Richard E.: Projects in Scientific Computation, Chapter 2, "Exploratory Computation," Project 2.4.1, "Classical Physics," pp. 93–97, corrected 3rd printing, Springer-Verlag, 1996.
- Szebehely, Victor: Theory of Orbits, Academic Press, 1967.
- Saari, D. (1990). «A visit to the Newtonian n-body problem via Elementary Complex Variables». American Mathematical Monthly 89: 105-119. doi:10.2307/2323910.
- «On the Manifolds of Total Collapse Orbits and of Completely Parabolic Orbits for the n-Body Problem». Journal of Differential Equations 41 (1): 27-43. 1981. Bibcode:1981JDE....41...27S. doi:10.1016/0022-0396(81)90051-6.
- Hagihara, Y: Celestial Mechanics. (Vol I and Vol II pt 1 and Vol II pt 2.) MIT Press, 1970.
- Boccaletti, D. and Pucacco, G.: Theory of Orbits (two volumes). Springer-Verlag, 1998.
- Havel, Karel. N-Body Gravitational Problem: Unrestricted Solution (ISBN 978-09689120-5-8). Brampton: Grevyt Press, 2008. http://www.grevytpress.com